# جرونیمو ساکاردی
جرونیمو ساکاردی (انگلیسی: Gerónimo Saccardi; ۱ اکتبر ۱۹۴۹ – ۴ مهٔ ۲۰۰۲) بازیکن و مربی فوتبال اهل آرژانتین بود که در پست دفاع بازی می‌کرد.
وی همچنین در تیم ملی فوتبال آرژانتین بازی کرده‌است.